# Amandinea petermannii
Amandinea petermannii är en lavart som först beskrevs av Hue, och fick sitt nu gällande namn av Matzer, H. Mayrhofer & Scheid. 1994. Amandinea petermannii ingår i släktet Amandinea och familjen Caliciaceae.   Inga underarter finns listade i Catalogue of Life.